# Osos del Pardo
Osos del Pardo es un club y equipo de rugby  que tiene su área de actividad en el Distrito de Fuencarral-El Pardo de Madrid, España. Creado en 2017, a fecha de 30 de abril de 2024 contaba con 391 jugadores en 16 equipos, consolidandose como el cuarto club de Madrid en número de jugadores, a los que hay que sumar sus 44 miembros de ayuda técnica, para dar un total de 435 licencias.
Durante varios años  los Osos del Pardo tuvieron que entrenar en pequeños espacios de Montecarmelo, Mirasierra y Las Tablas, hasta que en junio de 2020 fijaron su sede en las instalaciones de nueva creación en el área residencial de Tres Olivos, que comparten con el Club de Rugby Fuencarral y San Isidro Rugby, lo que convierte a la zona en uno de los puntos clave del rugby madrileño.
Otro de los grandes motores de Osos del Pardo Rugby es su fundación. A través de ella, se consigue la presencia de monitores especializados en la materia, así como también mejoras de equipación e instalaciones, patrocinios para viajes y becas para jugadores.